# Джонсон, Сил
Сил Джонсон (англ. Syl Johnson, урождённый Сильвестр Томпсон (англ. Sylvester Thompson) ; 1 июля 1936, Холли-Спрингс, Миссисипи, США — 6 февраля 2022, Мейблтон, Джорджия, США) — американский блюзовый гитарист, вокалист, автор песен и продюсер. Номинант Blues Music Awards в номинациях «Песня года» (1982), «Альбом соул-блюза» (1996, 2003 с братом), «Исполнитель соул-блюза» (1996), «Альбом-возвращение» (1996). Член Зала славы блюза (2020). Родной брат многократного лауреата Blues Music Awards Джимми Джонсона и бас-гитариста Мака Томпсона, отец певицы, номинантки на Грэмми Сайлины Джонсон. Блюзмен назван «крёстным отцом» хип-хопа, сэмплы его песни «Different Strokes» в той или иной форме можно услышать как минимум в трех сотнях рэп-треков (в базе данных WhoSampled музыкант занимает 414-е место)  .

## Биография
Сил Джонсон родился в 1936 году в Холли-Спрингс (по иным данным на ферме Пек Плейс недалеко от Ламара, Миссисипи, в двадцати минутах езды по шоссе от Холли Спрингс ) в семье Верли и Сэма Томпсонов шестым ребёнком в семье. Отец играл на губной гармонике и немного на гитаре. Сил Джонсон стал пытаться играть на гитаре, одолженной старшему брату Джимми Джонсону его другом, втайне от брата. Через несколько лет на Рождество Сил Джонсон получил собственную гитару, белую акустическую Stella. 
В 1950 году семья Сила Джонсона вслед за старшим братом Сила  Джимми Джонсоном перебралась в Чикаго и жила в доме по соседству с домом Мэджика Сэма, который стал другом Сила, и они вместе совершенствовали свои навыки. В 1950-е годы Сил Джонсон уже выступал вместе с Мэджиком Сэмом и собственным братом Маком во дворе. Вскоре дядя Мэджика Сэма Джеймс «Шейки Джейк» Харрис начал искать музыкантов в свою группу, и в конце концов взял туда братьев и Мэджика Сэма. В этой группе в 1955 году и состоялось первое выступление Сила Джонсона на концерте. Тогда он играл на губной гармонике, а когда группу покинул гитарист, занял его место. В 1956 году Сил Джонсон присоединился к группе Four Aces, заменив ушедшего Джуниора Уэллса. В 1950-е музыкант периодически также работал с Билли Боем Арнольдом, Джуниором Уэллсом и Элмором Джеймсом. Предполагают что первая работа Сила Томпсона в студии звукозаписи датируется ноябрем 1956 года в составе группы Билли Боя Арнольда , а в дальнейшем, в конце 1950-х он отметился на записях и других известных блюзменов. 
Вместе с Джимми Ридом записался в 1959 году на Vee-Jay Records. После этой записи так и не дождавшись контракта от Vee-Jay, самостоятельно записал в звукозаписывающей кабине Voice-O-Gram черновую демо-пластинку. Случайно увидев вывеску King Records, зашёл туда, отдал пластинку на прослушивание, и через десять минут получил контракт. По предложению владельца King Records Сида Натана взял себе сценическую фамилию Джонсон (позже её взял и его старший брат Джимми, позднее начавший карьеру). В апреле 1959 года выпустил свою первую сольную работу, сайдменом на которой выступил Фредди Кинг. Всего за время работы на Federal Records (дочернее подразделение King Records) он записал 14 песен, однако записи Сила Джонсона имели лишь небольшой успех, и он нашёл работу водителем грузовика. Он почти не занимался музыкальной карьерой, и вернулся лишь в 1967 году после того, как услышал по радио во время поездки свою собственную песню «Come On Sock It To Me». В 1967 году он создал собственную группу, ориентированную в большей степени на соул, нежели на блюз: в составе группы было 13 духовых инструментов.  
Выпустив несколько синглов на малоизвестных лейблах, Сил Джонсон вместе с промоутером Ховардом Бедно создал компанию Twilight/Twinight Records (получив лишь 5% от доли в обществе, что откликнулось в 1990-х) и в 1967 году перевыпустил «Come On Sock It to Me», ставшую его первым хитом, а затем в том же году и «Different Strokes», послужившую в дальнейшем сэмплом для многих исполнителей хип-хопа. Её использовали например Public Enemy в песне «Fight the Power», Wu-Tang Clan в песне «Shame on a Nigga», Jay-Z и Канье Уэст . Обе песни вошли на дебютный LP Джонсона Dresses Too Short, вышедший в 1968 году. Но после этого группа Сила Джонсона развалилась. На основе также распавшейся группы Jalynne Sound, Сил Джонсон создал новую группу под названием Pieces of Peace. В 1969 году их песня «Is It Because I’m Black» (рус. Это потому что я чёрный), повествующая о социальных проблемах афроамериканцев и написанная написанная в ответ на убийство доктора Мартина Лютера Кинга, добралась до 11 места в Billboard R&B. Она тоже в дальнейшем использовалась многими музыкантами как сэмпл . Проблемы в Twilight/Twinight Records привели к тому, что Сил Джонсон сконцентрировался на продюсерской работе в своей компании Shama Records, которой удалось подписать контракт с мэйджором Atlantic Records, для которой он записал несколько удачных пластинок. 
В 1971 году Джонсон подписал контракт с Hi Records. Когда его спросили почему он пошёл в Hi вместо Atlantic, Сил ответил: «Это чертовски сложный вопрос. Впечатляющая ошибка. Видите ли, я гонялся за радугой, а радугу звали Эл Грин. И я был так ослеплён погоней, что и не думал об Atlantic Records». На  Hi Records он записал четыре альбома и несколько синглов. Про ту эпоху в жизни музыканта один из обозревателей отметил: «Исчезли Pieces of Peace и их небрежная находчивость, замененные гладким мастерством Hi Rhythm. На сцене Сил избавился от своего привычного Les Paul и стал носить рубашки, расстегнутые до предпоследней пуговицы. Возможно, наиболее бросающимся в глаза стало отсутствие имени Сила в авторах песен, из 44 песен, записанных на Hi Records, только пять имеют авторство Сила. Даже его вокальный стиль начал меняться, сессия за сессией, пока, наконец, он полностью не превратился в образ дойной коровы лейбла [Эла Грина]. Вилли Митчелл, продюсер Hi Records, заметил в интервью 1987 года: „Он действительно просто хотел петь как Эл Грин“». В 1976 году Сил Джонсон объявил забастовку, отказываясь записываться до тех пор, пока ему не будут уделять столько же внимания, сколько Грину, но в 1977 году вернулся. 
Сингл Джонсона «Take Me to the River» в 1975 году добрался до седьмого места в Billboard R&B, что стало пиком в карьере музыканта. Роберт Кристгау, говоря об альбоме Джонсона 1976 года Total Explosion сказал что: «Джонсон терялся между Митчеллом и Элом Грином, но на этом LP он подносит свою губную гармошку прямо к микрофону и перестаёт казаться утратившим силы блюзменом. Хороший ход. Его голос пронзительный и более надрывный чем у Грина, но это отличие доставляет удовольствие, если это воспринимать в правильном контексте». Вместе с тем, сам Сил Джонсон согласился, что он «был Элом Грином для бедняков» . В 1980 году руководство компании приняло решение не продлевать контракт с Джонсоном.
В начале 1980-х годов Джонсон записал два альбома на собственном лейбле Shama Records, второй из которого Ms. Fine Brown Frame, представляющий собой смесь соула и фанка, распространялся Boardwalk Records. Заглавная песня альбома стала последним хитом Сила Джонсона. Ближе к концу 1980-х Джонсон в основном прекратил карьеру, изредка выступая в клубах. В то время он открыл сеть рыбных ресторанов Solomon's Fishery и инвестировал в недвижимость. В 1988 году, после гастролей в Японии, он выпустил ещё один альбом, к которому критики и бизнес остались безразличными, и Сил Джонсон оставил музыкальный бизнес совсем. 
В 1992 году Сил Джонсон обнаружил, что его песни и особенно «Different Strokes» стала крайне популярной среди рэперов, и не только: даже Майкл Джексон использовал его песни в своём творчестве . Сил Джонсон подал ряд претензий и исков (а до этого для выявления фактов несанкционированного использования его песен платил за их выявление своим детям и их друзьям ), и смог добиться больших денег от десятков хип-хоперов. Так, Сил Джонсон говорил: «Я сижу в доме, который Wu-Tang построили на свои деньги». Дела с Jay-Z и Канье Уэстом были урегулированы лишь в 2012 году. Но эта история послужила и толчком к возвращению в музыкальный бизнес. В 1994 году Джонсон выпустил альбом Back in the Game, а в 1995 записал альбом вместе с юной дочерью Сайлиной Джонсон. В 2003 году совместный с братом Джимми Джонсоном альбом Two Johnsons Are Better Than One, получил номинацию Blues Music Awards в категории «Альбом соул-блюза». В 2010 году Numero Group выпустила бокс-сет Сила Джонсона под названием Syl Johnson: Complete Mythology  В 2015 году Сил Джонсон стал героем документального фильма «Куда бы ни дул ветер», снятого Робом Хэтчем-Миллером.
Сил Джонсон умер от застойной сердечной недостаточности в доме одной из своих дочерей в Мейблтоне, штат Джорджия  6 февраля 2022 года в возрасте 85 лет, через шесть дней после смерти своего старшего брата Джимми. 
Сил Браун всю карьеру чувствовал себя недооцененным: «Я использовал свои возможности, но так и не получил того прорыва, который должен был получить. Я был мастером на все руки. Больше соула, чем Марвин, больше фанка, чем Джеймс. Если бы я стал поп-музыкантом, вы бы говорили обо мне, а не о них. Я нахожусь на самом верху, хотя меня всю жизнь недооценивали». С другой стороны, по словам самого музыканта его песни уже являются памятниками: «„Is It Because I’m Black“ — одна из величайших записей-посланий, когда-либо записанных, хотя „What’s Going On?“ продавалась в десять раз лучше. „Funky Drummer“ Джеймса Брауна — самая сэмплированная песня, но „Different Strokes“ круче, чем „Billie Jean“. Это как национальный гимн!» 

## Избранная дискография
Source:
- 1968: Dresses Too Short (Twinight Records)
- 1970: Is It Because I’m Black? (Twinight)
- 1973: Back for a Taste of Your Love (Hi Records)
- 1974: Diamond in the Rough (Hi)
- 1975: Total Explosion (Hi)
- 1979: Uptown Shakedown (Hi)
- 1980: Bring Out the Blues in Me (Shama Records)
- 1982: Ms. Fine Brown Frame (Boardwalk Records 33260)
- 1988: Foxy Brown Volume 1 (Shama Records)
- 1994: Back in the Game (Delmark Records)
- 1995: Music to My Ears (Hi)
- 1995: This Time Together by Father and Daughter (Twinight) с Сайленной Джонсон
- 1995: Bridge to a Legacy (Antone’s Record Label)
- 1999: Talkin' About Chicago (Delmark)
- 2000: Hands of Time (Hep-Me Records)
- 2002: Two Johnsons Are Better Than One (Evangeline Records) с Джимми Джонсоном
- 2003: Straight Up (P-Vine Records PCD-25004, Japan)
- 2013: Syl Johnson with Melody Whittle, Featuring Syleena Johnson (Twinight 4086-CD2)
- 2017: My Funky Funky Band (The Numero Group)[9]

### Сборники
Source:
- 2000: The Complete Syl Johnson on Hi Records (Demon Records, UK)
- 2010: Syl Johnson: Complete Mythology (Numero Group)
- 2012: Backbeats Artists Series: Syl Johnson: Mississippi Mainman (Backbeats)

### Синглы, попавшие в чарты
Source:
| Год  | Сингл                                   | Позиция в чарте | Позиция в чарте | Лейбл             |
| Год  | Сингл                                   | US Pop          | US R&B          | Лейбл             |
| ---- | --------------------------------------- | --------------- | --------------- | ----------------- |
| 1967 | «Come On Sock It to Me»                 | 97              | 12              | Twilight          |
| 1967 | «Different Strokes»                     | 95              | 17              | Twilight          |
| 1968 | «Dresses Too Short»                     | -               | 36              | Twinight          |
| 1969 | «Is It Because I'm Black»               | 68              | 11              | Twinight          |
| 1970 | «Concrete Reservation»                  | -               | 29              | Twinight          |
| 1970 | «One Way Ticket to Nowhere»             | 125             | 24              | Twinight          |
| 1971 | «Get Ready»                             | -               | 34              | Twinight          |
| 1972 | «The Love You Left Behind»              | -               | 43              | Hi                |
| 1972 | «We Did It»                             | 95              | 23              | Hi                |
| 1973 | «Back for a Taste of Your Love»         | 72              | 16              | Hi                |
| 1974 | «I’m Yours»                             | -               | 68              | Hi                |
| 1974 | «Let Yourself Go»                       | -               | 54              | Hi                |
| 1974 | «I Want to Take You Home (to See Mama)» | -               | 40              | Hi                |
| 1975 | «Take Me to the River»                  | 48              | 7               | Hi                |
| 1975 | «I Only Have Love»                      | -               | 15              | Hi                |
| 1976 | «Star Bright, Star Lite»                | -               | 89              | Hi                |
| 1976 | «Bout to Make Me Leave Home»            | -               | 94              | Hi                |
| 1977 | «Goodie-Goodie-Good Times»              | -               | 93              | Shama             |
| 1982 | «Ms. Fine Brown Frame»                  | -               | 60              | Boardwalk Records |